# Isla Bartolomé (Galápagos)

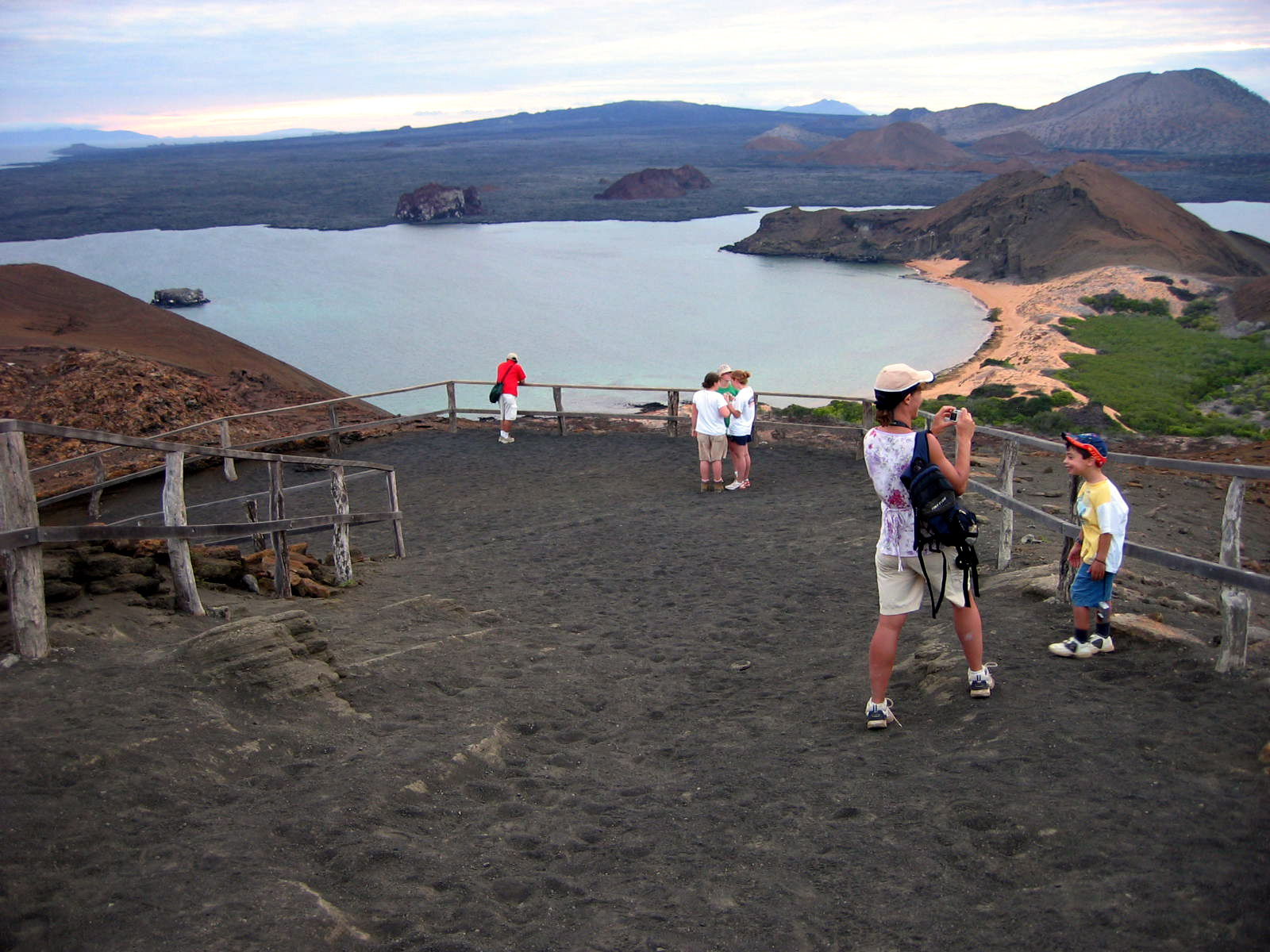
Pináculo en Bartolomé

La isla Bartolomé es una isla perteneciente al Ecuador, que forma parte de la islas Galápagos. Se trata de un islote volcánico cerca de la costa este de la isla Santiago. Es una de las más "jóvenes" islas en el archipiélago de las Galápagos. Esta isla, y Sulivan Bay, en la isla de Santiago, llevan el nombre del naturalista y amigo de toda la vida de Charles Darwin Sir James Sulivan Bartholomew, que era un teniente a bordo del HMS Beagle, quien perteneció a la Marina británica. Bartolomé es la forma hispanizada del nombre original de este marino, Bartholomew, quien, junto con Darwin, hizo muy famosas a las islas.
Tiene una superficie de 1,2 km² (120 hectáreas) y una altitud máxima de 114 metros. Aquí se halla el afamado Pináculo, que es la más representativa imagen del archipiélago. Aquí se puede observar el pingüino de las Galápagos, así como lobos marinos. También se observan formaciones de lava y conos volcánicos recientes.
Esta isla ofrece algunos de los paisajes más bellos del archipiélago. La isla es un volcán extinto y posee una variedad de suelos rojos, naranjas, verdes, negros y brillantes formaciones volcánicas. Bartolomé tiene un cono volcánico que es fácil de escalar y ofrece excelentes vistas de las otras islas.
Tiene dos sitios de visita para turistas. En el primero, se puede nadar y bucear alrededor de la Roca Pináculo; el mundo submarino resulta interesante en la isla. Se puede hacer snorkel con los pingüinos, las tortugas marinas, tiburones de punta blanca de arrecife y otros peces tropicales. La bahía también es un excelente lugar para ir a nadar. Las llamadas bahías gemelas están separadas por un estrecho istmo.